# Prior Lake
Prior Lake är en stad (city) i Scott County i delstaten Minnesota i USA. Staden hade 27 617 invånare, på en yta av 50,73 km² (2020). Den är en del av storstadsområdet Minneapolis-Saint Paul.